# Jean-Marc Vallée
Jean-Marc Vallée (ur. 9 marca 1963 w Montrealu, zm. 25 grudnia 2021 w Québecu) – kanadyjski reżyser, scenarzysta, producent filmowy i aktor.

## Życiorys
Urodził się i dorastał w Montrealu jako jedno z czworga dzieci. Uczęszczał do Cégep Collège Ahuntsic w Montrealu. Debiutował jako reżyser i scenarzysta filmu krótkometrażowego Stereotypy (Stéréotypes, 1992), za który odebrał nagrodę Claude-Jutra. Uwagę studia Hollywood zwrócił jego dramat Czarna lista (Liste noire, 1995). Jego kolejny film Magiczne słowa (Les Mots magiques, 1998) otrzymał nagrodę Jutra w kategorii najlepszy film krótkometrażowy. Dramat C.R.A.Z.Y. (2005) z główną rolą Marca-André Grondina przyniósł mu dwie nagrody – Jutra i Genie.
1 września 1990 w Richmond, w prowincji Quebec, ożenił się z Chantal Cadieux, autorką serialu Radio-Canada Powrót do Providence, z którą miał dwóch synów: Émile i Alexa. W 2006 doszło do rozwodu.

## Filmografia

### Reżyser

#### Filmy kinowe
- 1995: Czarna lista (Liste noire)
- 1995: Les fleurs magiques – film krótkometrażowy
- 1997: Wariaci (Los Locos)
- 1999: Loser Love
- 2005: C.R.A.Z.Y.
- 2009: Młoda Wiktoria (The Young Victoria)
- 2011: Café de Flore
- 2013: Witaj w klubie (Dallas Buyers Club)
- 2014: Dzika droga (Wild)
- 2015: Destrukcja (Demolition)
- 2015: Lost Girls and Love Hotels

#### Seriale TV
- 1996: Nieznajomi (Troubles) – odc. Leave
- 2000: Tajemnicze przygody Juliusza Verne’a (The Secret Adventures of Jules Verne)

### Scenarzysta
- 1995: Les Fleurs magiques
- 2005: C.R.A.Z.Y.
- 2011: Café de Flore

### Aktor
- 2005: C.R.A.Z.Y. – Młody ksiądz
- 2011: Café de Flore – Sąsiad

### Producent
- 2005: C.R.A.Z.Y.
- 2011: Café de Flore
- 2014: Little Pig